# Маја Пелевић
Маја Пелевић (Београд, 13. фебруар 1981) српска је књижевница и драматург.

## Биографија
Рођена је у Београду, где је завршила Факултет драмских уметности 2005. године а докторирала на Интердисциплинарним студијама на Универзитету уметности у Београду 2012. године. Написала је драме Лер, Поморанџина кора, Београд-Берлин, Ја или неко други, Чудне љубави и друге.
Радила је као драматург Народног позоришта у Београду од 2007. до 2010. године.
Проза и драме су јој превођене на енглески, мађарски, француски, норвешки, словеначки, словачки, руски, пољски и немачки језик.
Једна је од оснивача сајта за промовисање савремене српске драме (нова-драма.орг.рс) који садржи објављене романе и драме младе генерације аутора.
Учествује у жирију Стеријиног позорја 2012. године и уредник је часописа за позоришну уметност "Сцена".
Живи и ради у Београду.

## Награде
- Награда „Слободан Селенић”, за најбољу дипломску драму , 2005.[2]
- Награда „Борислав Михајловић Михиз”, 2006.
- Награда Стеријиног позорја за оригинални драмски текст, за драму Можда смо ми Мики Маус, 2007.[3]
- Стеријина награда за текст савремене драме, за драму Поморанџина кора (Новосадско позориште, редитељ Кокан Младеновић), 2010.
- Стеријина награда за текст савремене драме, за драму Последње девојчице, 2022.

## Театрографија
- Лер, 11.03.2005, Суботица, Народно позориште[4]
- Будите леди на један дан, 26.09.2005, Београд, Битеф театар[4]
- Београд - Берлин, 17.12.2005, Београд, Звездара театар[4]
- ПОМОРАНЏИНА КОРА, 30.04.2006, Београд, Атеље 212[4]
- Аудиција, 12.01.2007, Зрењанин, Народно позориште „Тоша Јовановић”[4]
- Ја, 23.03.2007, Нови Сад, Српско народно позориште[4]
- Ја или неко други, 23.03.2007, Нови Сад, Српско народно позориште[4]
- Лек од бресквиног лишћа, 23.10.2007, Београд, Мало позориште 'Душко Радовић'[4]
- Скочиђевојка, 04.11.2007, Нови Сад, Српско народно позориште[4]
- Виа Балкан, 25.11.2007, Сомбор, Народно позориште[4]
- Сексуалне неурозе наших родитеља, 30.04.2008, Београд, Народно позориште[4]
- Хамлет, Хамлет Еуротреш, 19.05.2008, Београд, Позориште на Теразијама[4]
- Маратонци трче почасни круг, 25.05.2008, Београд, Позориште на Теразијама[4]
- Књига лутања, 04.06.2008, Београд, Мало позориште 'Душко Радовић'[4]
- Витамини, 02.10.2008, Београд, Народно позориште[4]
- Фигарова женидба и развод, 16.11.2008, Београд, Народно позориште[4]
- Разбојници, 21.11.2008, Суботица, Народно позориште[4]
- Тоталлy спиес - Тотални мраз, 20.12.2008, Београд, Позориште 'Бошко Буха'[4]
- Поморанџина кора, 27.12.2008, Лазаревац, Пулс театар[4]
- Базен (без воде),22.02.2009, Београд, Народно позориште[4]
- Наранцсöр, 17.04.2009, Нови Сад, Новосадско позориште - Újvidéki színház[4]
- Дечаци Павлове улице, 22.05.2009, Београд, Мало позориште 'Душко Радовић'[4]
- Роналде, разуми ме, 23.05.2009, Београд, Народно позориште[4]
- Можда смо ми Мики Маус, 02.06.2009, Београд, Народно позориште[4]
- Играјући жртву, 17.12.2009, Београд, Народно позориште[4]
- Много нас је, 08.04.2010, Београд, Битеф театар[4]
- Животињско царство, 22.05.2010, Београд, Народно позориште[4]
- Неке врло важне ствари, 15.06.2010, Београд, Мало позориште 'Душко Радовић'[4]
- Глорија, 05.10.2010, Београд, Позориште на Теразијама[4]
- Рођени у YУ, 12.10.2010, Београд, Југословенско драмско позориште[4]
- Последњи човек на земљи, 16.11.2010, Београд, Битеф театар[4]
- Факебоок, 06.02.2011, Београд, Битеф театар[4]
- Чудне љубави, 23.10.2011, Београд, Мало позориште 'Душко Радовић'[4]
- Снежана и седам патуљака, 23.10.2012, Београд, Мало позориште 'Душко Радовић'[4]
- Жене у народној скупштини, 12.04.2013, Суботица, Народно позориште[4]
- Брак Бет и Бу-а, 07.06.2013, Суботица, Народно позориште[4]
- Поп Ит Уп, 05.10.2013, Нови Сад, Српско народно позориште[4]
- Пот ит уп, 05.10.2013, Нови Сад, Српско народно позориште[4]
- Последице, 14.11.2013, Београд, Битеф театар[4]
- Сан жуте чарапе, 22.11.2013, Београд, Битеф театар[4]
- Потпуно скраћена историја Србије, 19.09.2014, Нови Сад, Позориште младих[4]
- Моје награде, 04.04.2015, Београд, Народно позориште[4]
- Слобода је најскупља капиталистичка реч, 28.09.2016, Београд, Битеф театар[4]
- Мизантроп, 24.03.2017, Суботица, Народно позориште[4]
- Боливуд, 25.05.2018, Београд, Народно позориште[4]
- Алиса у земљи чуда, 04.10.2019, Београд, Позориште лутака „Пинокио”[4]
- Шумадија, 05.10.2019, Шабац, Шабачко позориште[4]
- Тестирано на људима, 13.12.2019, Београд, Атеље 212[4]
- Лепа Брена проџект, 18.12.2019, Београд, Битеф театар[4]
- Као да крај није ни сасвим близу, 2021, Београд, Битеф театар[5]

## Галерија
- "Ја или неко други", драма Маје Пелевић у режији Кокана Младеновића, СНП, Нови Сад, 2006/07.